# Barrpress

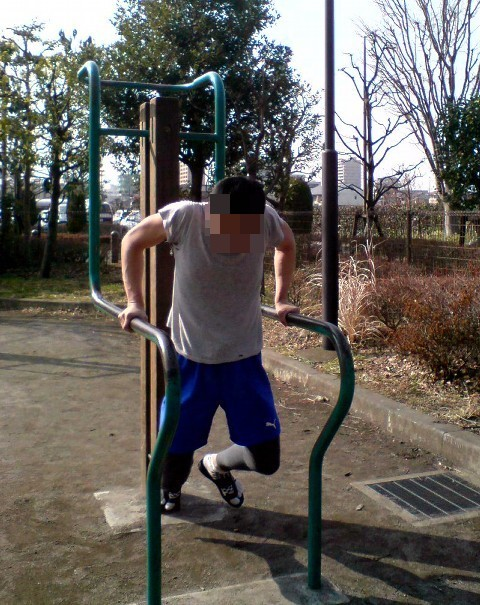
Barrpress utförd i ett utegym.

Barrpress är en styrketräningsövning som stärker överkroppen. Övningen går ut på att man pressar upp kroppen fritt hängande i en barr. Övningen involverar de pressande musklerna såsom triceps, bröst och axlar. Övningen kräver mycket god teknik, annars tar axlarna lätt skada. En variant av övningen görs sittande på golvet med ryggen mot en stepup-bräda och lyfter upp sin egen kroppsvikt.
På engelska så kallas övningen dip eller push-up, och det är vanligt att man på svenska kallar övningen för dips. [källa behövs]